# Captivi (Plautus)
Die Komödie Captivi stammt aus der Feder des Plautus (ca. 250–184 v. Chr.). Wie in allen Komödien des Plautus wechseln sich jambischer Senar, trochäischer Septenar und die metrisch schwer bestimmbaren Cantica ab. Das Stück spielt in Ätolien.

## Handlung
Im Prolog wird auf die Besonderheiten des Stückes hingewiesen. Es fehlen die bekannten Frauenrollen (Hetäre, Kupplerin, Ehefrau) und das Possenhafte soll dem Ernsthaften weichen.
Die Handlung baut auf dem Greis Hegio auf, der zwei Söhne hat. Einer wurde jedoch im Alter von vier Jahren von einem Sklaven entführt, der andere geriet in Kriegsgefangenschaft nach Elis. Daraufhin beginnt der Alte, alle Kriegsgefangenen beim Prätor aufzukaufen, um seinen Sohn zurückzutauschen. Dabei erwirbt er den reichen Philocrates und dessen Sklaven Tyndarus. Der Vater des Philocrates soll tatsächlich den Sohn des Hegios erworben haben. Der Sklave Tyndarus soll darum nach Elis fahren, um einen Tausch zu vereinbaren. Herr und Sklave haben jedoch die Rollen getauscht, so kommt Philocrates auf freien Fuß, während der Sklave bei Hegio bleibt.
Dennoch kommt die Geschichte zu einem guten Ende. Denn Philocrates will den Sklaven, der ihm so geholfen hat, nicht im Stich lassen und bringt den Sohn Hegios zurück. Außerdem befindet sich auch der ehemalige Sklave, der Hegio entlief und dabei den Sohn raubte, auf dem Schiff. Mit Hilfe des Parasiten Ergasilus kommt heraus, dass es sich bei Tyndarus um den lange vermissten Sohn handelt, so dass Hegio am Ende überglücklich beide Söhne in die Arme schließen kann. Während sich der Parasit, die beiden Söhne, Philopolemus und Hegio auf ein großes Abendmahl freuen, wird der Übeltäter in Ketten gelegt.

## Rezeption
Durch den deutlichen Unterschied dieses Stückes zu den anderen Komödien gibt es verschiedene Meinungen dazu. Lessing gab an, die Captivi seien „das vortrefflichste Stück, welches jemals auf den Schauplatz gekommen ist.“ Andere Stimmen bemängelten jedoch die ihrer Meinung nach schwache Komposition, die an einigen Stellen wenig durchdacht und überzogen erscheine. Auch die schnelle Rückkehr des Philopolemos aus Elis sei unglaubwürdig.

## Ausgaben und Kommentare
- W. M. Lindsay: T. Macci Plauti, Comoediae, Tomus I, Oxford 1904.
- W. M. Lindsay: The Captivi of Plautus / Ed. with introduction, apparatus criticus and commentary, Cambridge 1961.
- M. Niemeyer, J. Brix: Captivi, 6. Aufl. / bearbeitet von Max Niemeyer, Leipzig 1910.